# Paarl 6
De Paarl 6 is een wielerwedstrijd die in 2017 voor het eerst verreden werd in de Zuid-Afrikaanse stad Paarl. De eerst editie werd gewonnen door de Ierse renners Felix English en Fintan Ryan.

## Lijst van winnaars
| jaar | koppel                                |
| ---- | ------------------------------------- |
| 2017 | Felix English en Fintan Ryan          |
| 2018 | Micheal Mottram en Stephen Bradbury   |
| 2019 | Bernard Esterhuizen en Jonas Rickaert |